# Tromatobia maculata
Tromatobia maculata är en stekelart som beskrevs av Setsuya Momoi 1970. Tromatobia maculata ingår i släktet Tromatobia och familjen brokparasitsteklar. Inga underarter finns listade i Catalogue of Life.